# 405 Thia
405 Thia este un asteroid din centura principală, descoperit pe 23 iulie 1895, de Auguste Charlois.